# Climate Adaptation Summit
De Climate Adaptation Summit (CAS 2021) was een klimaattop die op 25 en 26 januari 2021 plaatsvond en werd georganiseerd door gastland Nederland. De top werd oorspronkelijk geïnitieerd door demissionair minister Cora van Nieuwenhuizen van Infrastructuur en Waterstaat. Vanwege de coronapandemie geschiedde de CAS online, waarbij alle evenementen wereldwijd gestreamd werden. Verschillende prominenten uit de politiek maar ook uit het bedrijfsleven bespraken er eventuele oplossingen voor klimaatverandering.